# Anton Seelos
Anton Seelos   (Seefeld in Tirol, 4 de març de 1911 - Seefeld in Tirol, 1 de juny de 2006) va ser un esquiador alpí austríac i el campió del món.
A la dècada de 1930, Seelos va inventar el gir paral·lel i es va convertir en campió del món en combinació d'eslàlom i alpí el 1933, i de nou en eslàlom i en combinació el 1935.
Seelos treballava com a instructor d'esquí professional i, per tant, no se li va permetre participar en els Jocs Olímpics. També va ser entrenador i instructor de Christl Cranz i de l'equip d'esquí francès amb Émile Allais.
El turó olímpic a Seefeld in Tirol va ser anomenat amb el seu nom.